# Малі Підліски
Малі́ Підлі́ски (до 1946 року - Підліски Малі) — село в Україні, у складі Львівської міської громади, підпорядковується Львівській міській раді, як частина Шевченківського району м. Львова, Львівського району, Львівської області. Дублянський старостинський округ.
Через село проходить європейська автомагістраль М-06, E40.

## Історія
Малі Підліски (разом з Великими Підлісками) вперше згадані у 1392 р., коли Пашко (або ж Ясько) з Яричева отримав надання на «Podlesky, Chrzenow, Bliszow, Rudnicze, Zapithow et Dnowo in [districtu] Podhorayensi».

## Населення

### Мова
Розподіл населення за рідною мовою за даними перепису 2001 року:
| Мова       | Кількість | Відсоток |
| ---------- | --------- | -------- |
| українська | 650       | 99.70%   |
| російська  | 1         | 0.15%    |
| угорська   | 1         | 0.15%    |
| Усього     | 652       | 100%     |

## Відомі люди
Народилися
- о. Іван Блавацький (1887—1963) — український греко-католицький священник, громадський діяч[6];
- Богдан Блавацький (нар. 1963) — український футболіст, футбольний тренер.